# 馬賽曲

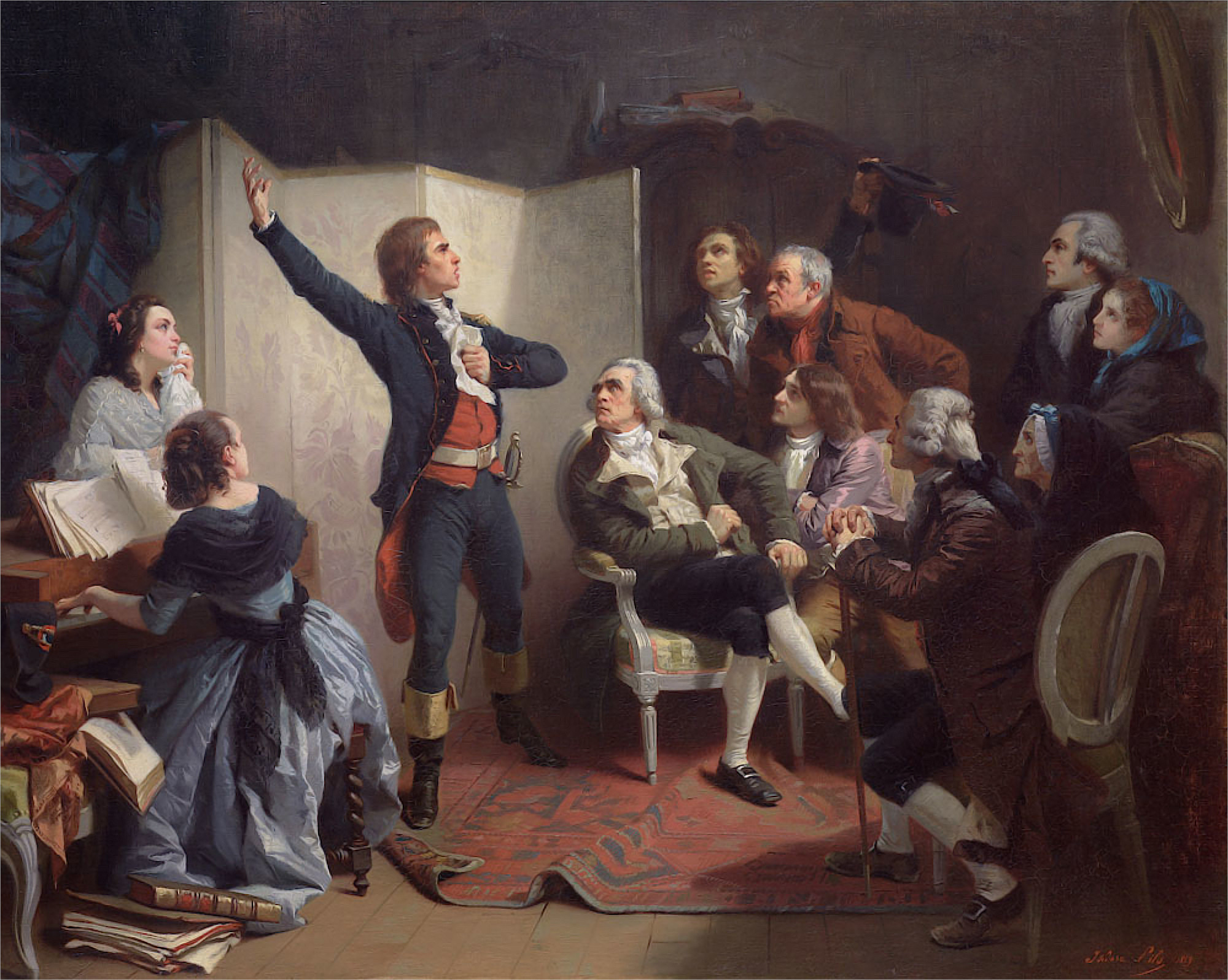
克洛德·約瑟夫·魯日·德·李爾高歌馬賽曲

《马赛曲》（La Marseillaise）是法国大革命时期的一首爱国主义歌曲，1795年7月14日至1804年5月18日间被国民公会立为法国国歌，1879年2月14日再次由法兰西第三共和国确立为国歌。
《马赛曲》的前六段歌词由鲁日·德·李尔于1792年4月25日至26日夜间在斯特拉斯堡创作，原名《莱茵军团战歌》（Chant de guerre pour l'armée du Rhin）。当时法国正值大革命战争，甫向奥地利宣战。在此背景下，《马赛曲》是一首革命性的战歌，它呼吁爱国者全面动员人民奋起反抗外敌入侵，同时也赞颂自由，鼓舞人们反抗暴政。
热月政变后，1795年7月14日，国民公会依照救国委员会的提议，正式将《马赛曲》定为国歌，其地位一直延续至1804年拿破仑称帝。尽管拿破仑并未明令禁止《马赛曲》，但他本人偏好更为激进的《出征颂》。
在波旁王朝复辟时期，《马赛曲》被废止。1830年法国爆发七月革命，起义者们重新唱起《马赛曲》，拥立路易-菲利普登基。是曲由埃克托·柏辽兹重新编排，献给鲁日·德·李尔。不过，路易-菲利普强制推行了较为温和的《巴黎人》作为国歌。法兰西第二帝国时期，《马赛曲》再度被禁止在公共场合演唱。
1879年2月14日，法兰西第三共和国再次将《马赛曲》定为国歌。1887年，为庆祝法国大革命一百周年，该曲官方版本正式发行。1915年7月14日，鲁日·德·李尔的骨灰被迁入荣军院。
维希法国时期，国歌《马赛曲》被《元帅，我们来了！》取代。在德占区，德国军方自1941年7月17日起将《马赛曲》列为禁曲。
1946年10月27日，法国制宪确立第四共和国，确认了《马赛曲》的国歌地位。1958年法兰西第五共和国建立，其宪法维持了《马赛曲》的国歌地位。
1974年瓦莱里·吉斯卡尔·德斯坦当选法国总统后，将《马赛曲》的韵律改缓，以恢复其原本的节奏。据纪尧姆·马佐称，德斯坦的动机是为了让《马赛曲》「听起来不那么像军队进行曲」。
自2020年东京奥运会闭幕式起，由维克多·勒·马讷重新编排的《马赛曲》被用于奥运会仪式：“在追求平和的理念下，去除了和声中军事化带来的粗糙感，但旋律依旧保持不变。”

## 歌詞

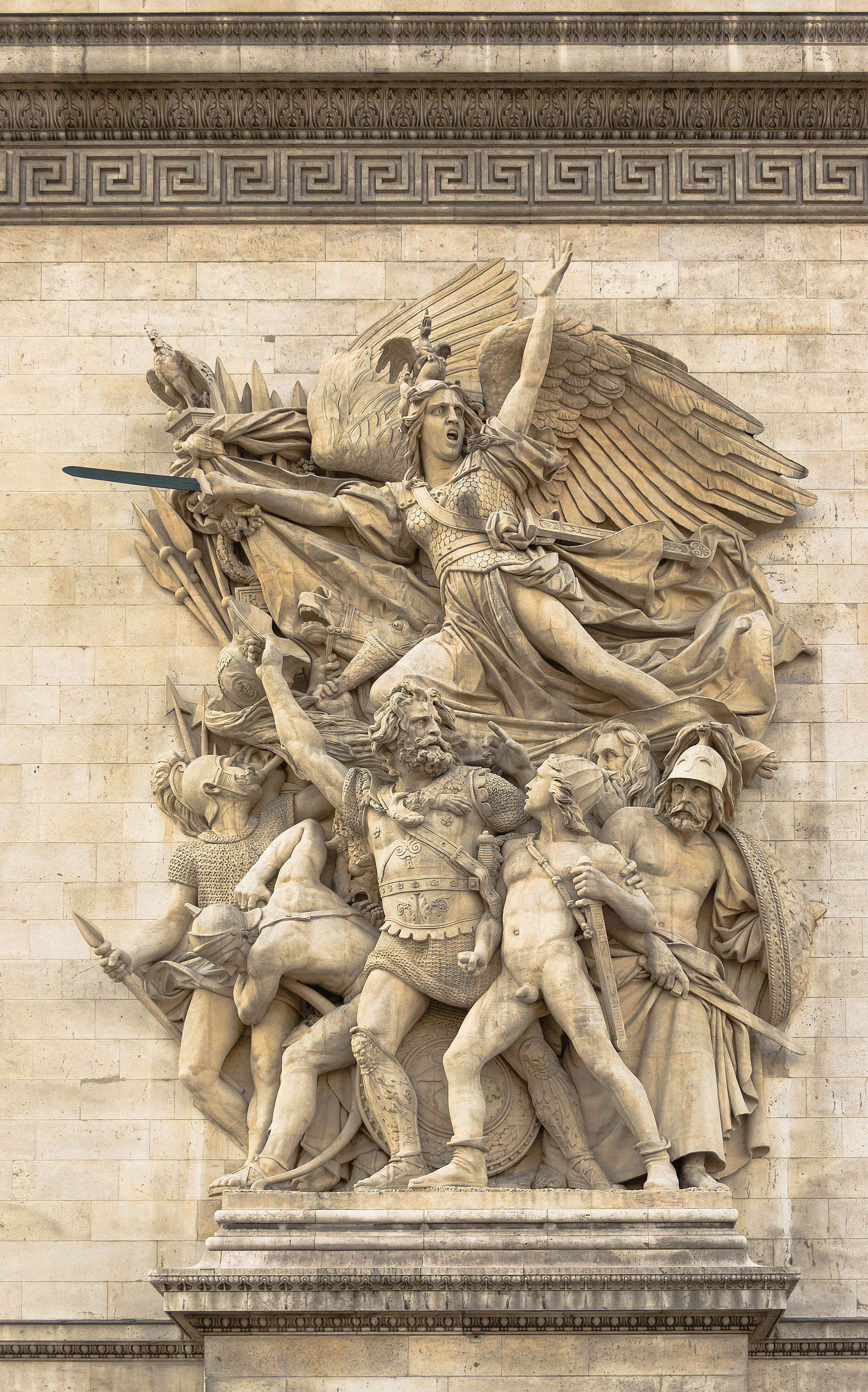
凯旋门之上的马赛曲雕像

原曲共有十五節左右，以下是法國總統官網上明載的段落，如今只演唱第一節與副歌（有時有第五、六節）。
| 原文   | 直譯 | 可唱版 |  |
| ------ | --- | --- |  |
| 第一節 | 第一节 一起走吧，祖國的子民們！ 榮耀之日來臨了！ 我們面对的是暴政， 将染血的軍旗升起！（重複） 你們可聽到在鄉間 殘暴士兵們的吼叫？ 他們會來到你們的臂膀中 殘殺你們的孩子，你們的伴侶！ 副歌 武装起来，公民們， 组织起你們的隊伍！ 前进，前进！ 只有（敌人的）不潔之血 才能灌溉我們的犁沟！ | 第一节 前进吧，祖国儿女，快奋起， 光荣的一天等着你！ 专制暴政对着我们 升起染满鲜血的旗！（重複） 你可听见残暴的士兵？ 在乡间嚎叫不停， 他们冲进你的臂膀， 杀死你的妻子儿女。 副歌 公民，拿起武器， 将队伍组织起！ 前进！前进！ 用敌人的污血， 浇灌我们田野！ |  |
| 第二節 | 第二节 這些傢伙想做甚麼， 作為叛國者與瘋國王的奴隸? 何來那些卑賤的枷鎖， 還有那些準備已久的凶器！（重複） 法國人，衝著我們吶，啊！何等羞辱 多令人憤慨！ 衝著我們吶，有人膽敢算計 回到那陳腐的奴隸制！ 副歌                                                                                 | 第二节 这一帮卖国贼和保王党， 都怀着些什么妄想？ 试问这该死的铐蹽， 是要戴上谁的脚？（重複） 法兰西人，给我们戴啊！ 奇耻大辱叫人愤慨！ 要倒退回奴隶时代， 我们绝不忍耐！ 副歌                                                                                |  |
| 第三節 | 第三节 什麼！異國軍隊 在我們家園建立法律！ 什麼！傭兵集團 擊潰我們引以為傲的戰士們！（重複） 偉大的天主啊！若雙手被銬住， 我們只能低頭伸向惡人的枷鎖 獨裁者們將會 成為我們命運的主宰！ 副歌                                                                                                | 第三节 什么！这群外国匪帮， 竟敢统治我们家乡！ 什么！我们的子弟兵， 竟被雇佣军欺凌！（重複） 难道我们要缚住双手， 屈服在他们的脚底下！ 难道我们要低下头 任由卑鄙的暴君管辖？ 副歌                                                                            |  |
| 第四節 | 第四节 戰慄吧！暴君與爾等背信者 整個令人恥辱的狗黨， 戰慄吧！你們那弒親的陰謀 終將得到應有的報應！（重複） 人人都會是討罰你們的士兵 如果他們倒下，年輕的英雄們， 大地會孕育新血 全都為了對抗你們而戰！ 副歌                                                                                | 第四节 发抖吧！暴君和背信奸佞， 无耻的狗党狐群！ 发抖吧！卖国的阴谋诡计， 终究要得到报应！（重複） 四处都是反对你的战士， 前仆后继有少年兵， 法兰西不断出新人， 随时准备杀敌效命！ 副歌                                                                      |  |
| 第五節 | 第五节 法國人吶，身為寬宏的戰士， 適時收放自己的攻擊！ 放了那些可悲的受迫者， 他們後悔對我們動武！（重複） 而那些嗜血的獨裁者， 而那布耶侯爵的共犯， 那群豺狼虎豹正毫不留情地， 撕裂著他們母親的胸口！ 副歌                                                                                | 第五节 法兰西人，宽宏的战士， 要学会忍耐与战斗！ 赦免那些悲惨的人们， 使敌后悔拿起刀枪！（重複） 但这些嗜血的暴君， 这些布耶的同党， 无情的虎豹豺狼， 竟撕裂母亲的胸膛！ 副歌                                                                                |  |
| 第六節 | 第六节 祖國神聖的愛啊， 引領，支持我們洗冤的手 自由啊，摯愛的自由， 與你的守護者們一起戰鬥吧！（重複） 在我們的旗幟下，讓勝利 奔向你那雄壯的音符， 讓你殘喘中的敵人們 看看你的凱旋與我們的榮耀！ 副歌                                                                                      | 第六节 来自对祖国神圣的爱， 指引着我们去复仇！ 自由啊，亲爱的自由， 请与你的保卫者同战斗。（重複） 在我们胜利旗帜下， 奔向你雄伟的乐章。 让垂死的敌人看见 你的凯旋，我们的荣光！ 副歌                                                                        |  |
| 第七節 | 第七节 當前輩們不在世上时， 我們也將延續志業 我們會找到他們的灰燼 和他們美德的足跡（重複） 不紅著眼希望他們生還 而是希望與他們共享靈柩， 我們將感到無比的光榮 為他們洗冤或追隨他們而去！ 副歌                                                                                              | 第七节 当我们投入战事， 前辈们已然殉职； 追随他们的美德气概， 去寻回英雄的遗骸。（重複） 我们不再羡慕生命， 却愿战死在斗争中； 为他们复仇而牺牲， 便是我们的无上光荣！ 副歌                                                                                  |  |